# Джиджига
Джиджига (сом. Jigjiga, амх. ጅጅጋ) — місто на сході Ефіопії, адміністративний центр ефіопського регіону Сомалі.

## Географія
Місто розташоване в Зоні Джиджига, приблизно за 80 км на схід від Харера та за 60 км на захід від кордону з Сомалі. Знаходиться на висоті 1608 м над рівнем моря.

### Клімат
Місто знаходиться у зоні, котра характеризується кліматом помірних степів та напівпустель. Найтепліший місяць — червень із середньою температурою 20.9 °C (69.6 °F). Найхолодніший місяць — грудень, із середньою температурою 16 °С (60.8 °F).
| Клімат Джиджиги         | Клімат Джиджиги | Клімат Джиджиги | Клімат Джиджиги | Клімат Джиджиги | Клімат Джиджиги | Клімат Джиджиги | Клімат Джиджиги | Клімат Джиджиги | Клімат Джиджиги | Клімат Джиджиги | Клімат Джиджиги | Клімат Джиджиги | Клімат Джиджиги |
| Показник                | Січ.            | Лют.            | Бер.            | Квіт.           | Трав.           | Черв.           | Лип.            | Серп.           | Вер.            | Жовт.           | Лист.           | Груд.           | Рік             |
| Середня температура, °C | 16,6            | 17,8            | 19,2            | 19,8            | 20,8            | 20,9            | 20,3            | 20,1            | 20,1            | 18,2            | 16,7            | 16              | 18,9            |
| Норма опадів, мм        | 11.2            | 29.3            | 50.7            | 105.8           | 101.6           | 56.6            | 94.1            | 140.8           | 113.5           | 46.5            | 18.2            | 8.1             | 776.4           |
| Днів з опадами          | 1,5             | 1,9             | 3,3             | 6               | 7,3             | 8,1             | 6               | 8,8             | 7,7             | 4,4             | 2,1             | 1,4             | 58,5            |
| Вологість повітря, %    | 63.7            | 66.3            | 67.9            | 73.7            | 74.9            | 66.9            | 62.7            | 63.6            | 67.3            | 71.3            | 73.1            | 70.9            | 68.5            |
| ----------------------- | --------------- | --------------- | --------------- | --------------- | --------------- | --------------- | --------------- | --------------- | --------------- | --------------- | --------------- | --------------- | --------------- |
| Джерело: Weatherbase    |                 |                 |                 |                 |                 |                 |                 |                 |                 |                 |                 |                 |                 |

## Загальна інформація
Джиджига лежить на основній автодорозі між Харером і сомалійським містом Харгейса і відома своїм виробництвом пахощів. Пошта в місті працює з 1923 року, телефон з 1956 року. Асфальтова і бетонна дорога, довжина якої становить 170 кілометрів, що з'єднує Джиджигу з Дегабуром, була завершена 14 листопада 2008 року біля узбережжя і обійшлася більш ніж в 230 мільйонів бирів. Джиджига обслуговується аеропортом, який пов'язує місто з Аддис-Абебою і містом Годей.
Будучи регіональної столицею, Джиджига є місцем зосередження офісів великої кількості міжнародних і неурядових організацій, які працюють в регіоні Сомалі: Всесвітня продовольча програма, ЮНІСЕФ, Лікарі без кордонів, Оксфам та інших.